# Baia Mare

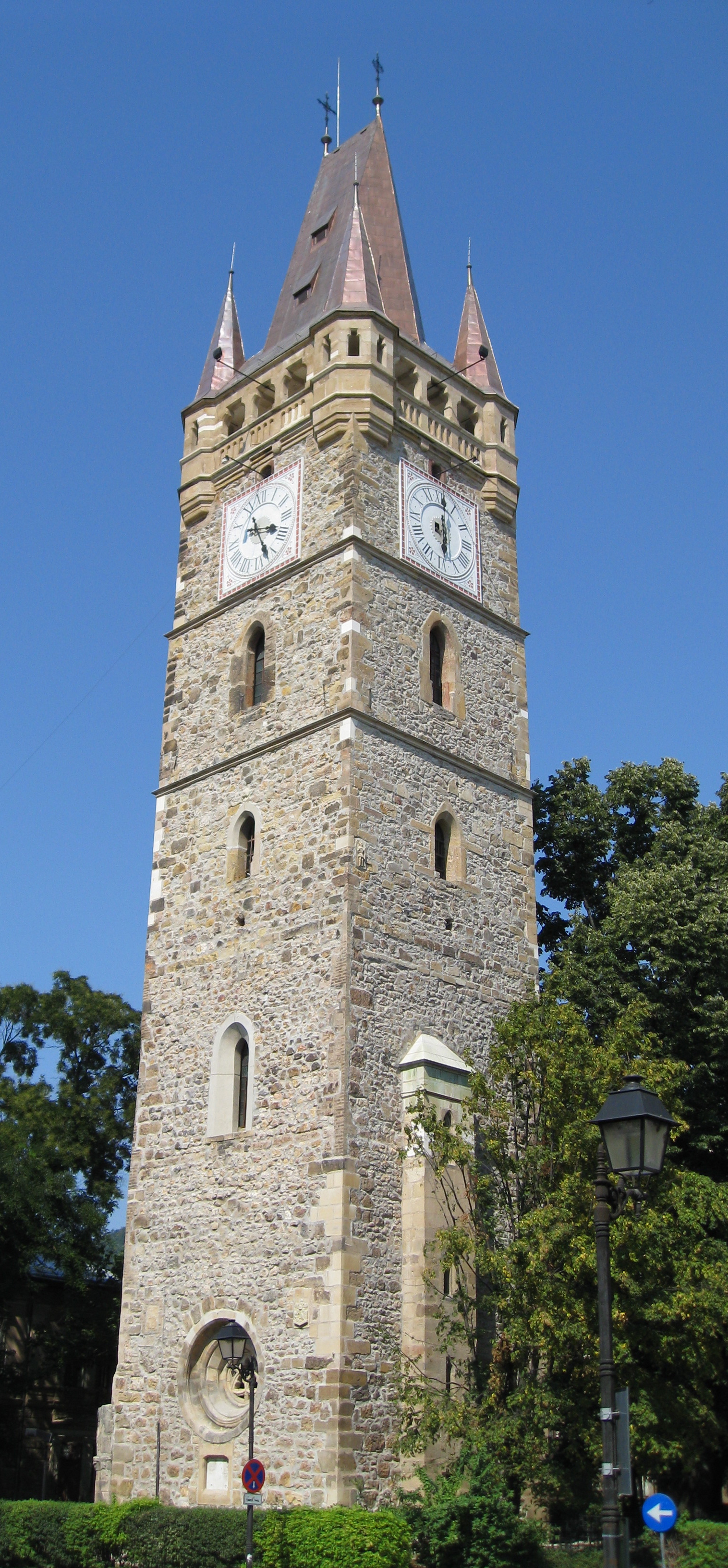
Torre Ştefan

Baia Mare (en romanès significa Mina Gran; en hongarès:Nagybánya; en alemany: Frauenbach o Neustadt) és una ciutat important de Romania, capital de la província de Maramureș. Abans de la signatura del tractat de Trianon el 1920 era una ciutat romanesa, entre els anys 1940 - 1944, Baia Mare era part d'Hongria.
Des de 1991, Baia-Mare es va desenvolupar principalment mitjançant el turisme, però continua sent un important centre cultural, industrial i miner.
Baia Mare es troba a uns 600 quilòmetres al nord-oest de Bucarest, a 70 quilòmetres de la frontera hongaresa i a 50 quilòmetres de la frontera amb Ucraïna.

## Ciutats agermanades
La ciutat de Baia Mare està agermanada amb:
- Wels, Àustria
- Ivano-Frankivsk, Ucraïna
- Combs-la-Ville, França
- Hódmezovásárhely, Hongria
- Nyíregyháza, Hongria
- Serino, Itàlia
- Hollywood (Florida), Estats Units

## Galeria d'imatges

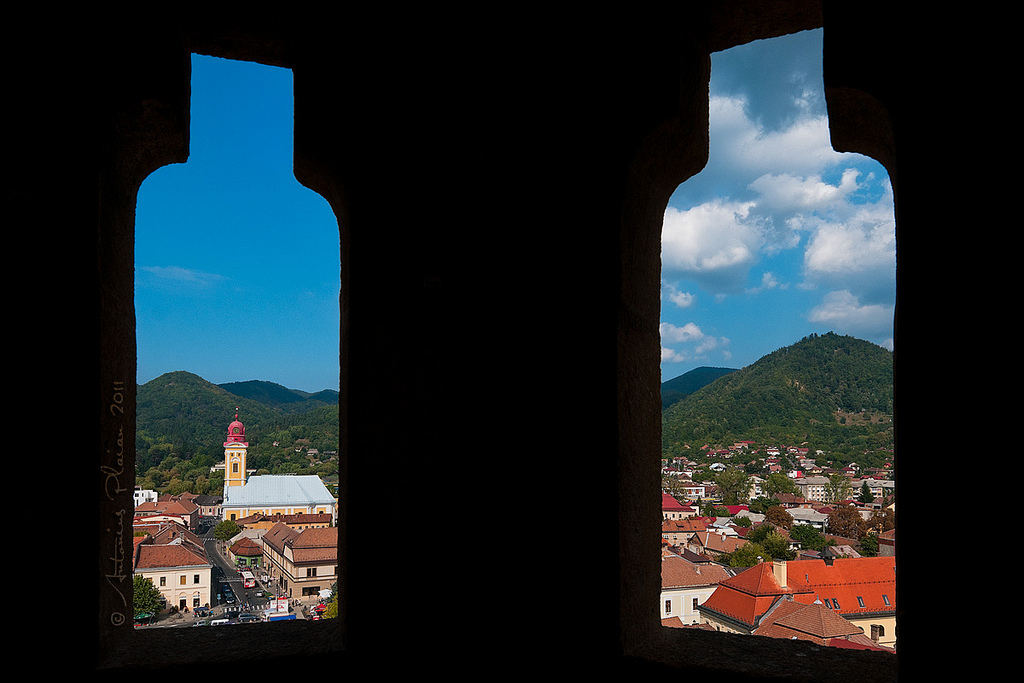
Vistes des de la torre Stefen
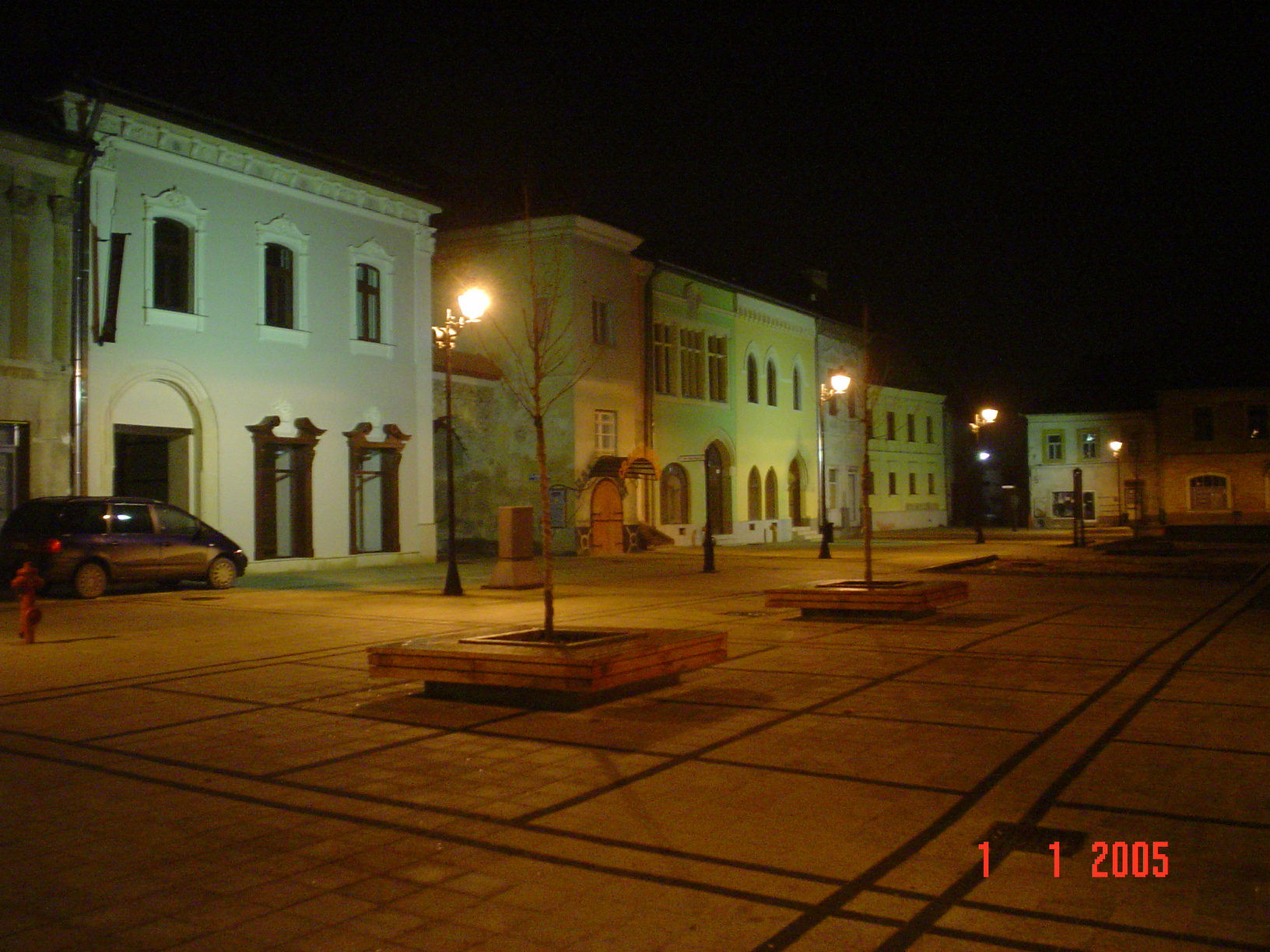
Carrer de Baia Mare
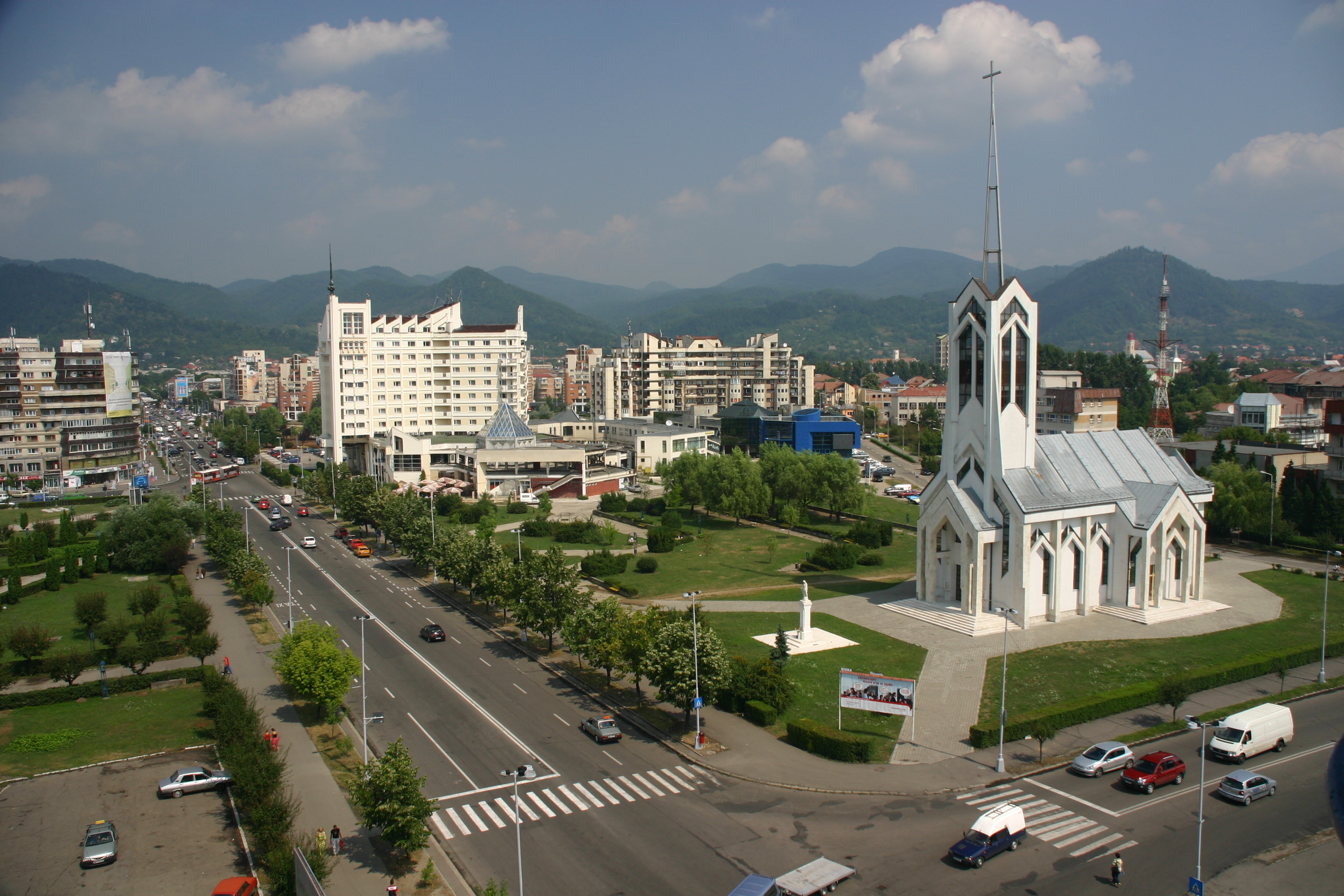
Església i vista de la ciutat